# 松浦シオリ
松浦 シオリ（まつうら シオリ、1993年 - ）は、日本のイラストレーター。北海道帯広市出身、札幌市在住。
北海道芸術デザイン専門学校 産業デザイン学科 イラストレーション専攻卒業。作品では主に大正から現代の女性をモチーフにしている。上村松園や林静一の美人画の影響を受けている。レトロな作風であるが、デジタルで描いている。「ラフの時点からデジタルで描いていく。使用しているソフトはSAI。」「自分にとっての美しい女性をテーマに描いています。」

## 略歴
- 2012.12  幻冬舎ポンツーン装画コンペティションVol.10 準入賞
- 2013. 5  第57回MOEイラスト・絵本スクール 期待賞
- 2013. 7  ペーターズギャラリーコンペ2013 鈴木成一賞
- 2013. 8  第98回二科展デザイン部 入選
- 2013.12  <グループ展> ミレージャギャラリー（東京・銀座）『2013年展』参加
- 2014. 1  TURNER AWARD 2013 優秀賞
- 2014. 2  <グループ展> ペーターズギャラリー（東京・渋谷）『2013年度受賞者展』参加
- 2014. 2  第46回北海道芸術デザイン専門学校卒業制作 イラストレーション部門 最優秀賞
- 2014. 4  <グループ展> 札幌芸術の森美術館（札幌）ポレール企画展 参加
- 2014. 4  <グループ展> 三浦綾子記念文学館 氷点展 参加
- 2014. 6  <グループ展> 茶廊法邑（札幌）『6色イリュミナシオン』参加
- 2014. 7  <グループ展> 北広島市芸術文化ホール『cute』展 参加
- 2014. 8  <個展> ト・オン・カフェ（札幌） 松浦シオリ詩画展『Lady』
- 2015. 2  2014 毎日・DAS学生デザイン賞 大学生の部 グラフィック＆絵本・写真・映像部門 部門賞
- 2014.12  <グループ展> ミレージャギャラリー（東京・銀座）『2014年展』参加
- 2015. 7  <個展> ト・オン・カフェ（札幌） 松浦シオリ個展『白のワンピース』
- 2015. 9  <グループ展> BAYギャラリー(函館）『Outrigger（アウトリガー）2015』展 参加
- 2015.11  <グループ展> ペーターズギャラリー（東京）『ウォーターフロート』展 参加
- 2015.11  <グループ展> クロスホテル札幌（札幌）『アートフェア札幌 2015』 参加
- 2016. 9  <グループ展> ペーターズギャラリー（東京）『神宮前二丁目猥談』展 参加
- 2016. 9  <グループ展> タンバリンギャラリー（東京）『PORTRAYING BEAUTIFUL WOMAN』展 参加
- 2016.10  <箱のデザイン展> Plantation 3F グルニエ（札幌）『HAKOMART(ハコマ) 2016』展 参加
- 2016.11  <グループ展> スパンアートギャラリー（東京・銀座）『少女の箱庭 biotope』展 参加
- 2017. 1  <グループ展> ト・オン・カフェ（札幌）「Best Effort」展 参加
- 2017. 3  北海道演劇宣伝美術賞  らてるね賞2016 審査員特別賞
- 2017. 3  <グループ展> MIREYA GALLERY (東京・銀座）『Japanese Beauty』展 参加

## 作品リスト

### 書籍挿画
- 『MIST』（詩画集,自費出版）
- 『女教師』『快楽病棟(上)(下)』『保健室』『餓狼』『妖花』千草忠夫 / ベストセラーズ文庫（表紙）
- 『ナオミとカナコ』奥田英朗 / 幻冬舎（表紙）
- 『小旋風の夢絃 (つむじかぜのむげん)』小島環 / 講談社（表紙）
- 『14歳〈フォーティーン〉満州開拓村からの帰還 』澤地久枝 / 集英社新書（表紙帯）
- 『風のかたみ』福永武彦 / 河出文庫（表紙）
- 『漂う子』丸山正樹 / 河出書房新社（表紙）
- 『文豪に学ぶ 手紙のことばの選びかた』中川越 / 東京新聞（表紙）

### デザイン
- 2014.5 『さくらの園遊会』告知用ビジュアル (告知看板・ポスター等) 札幌教育文化会館
- 2016.2 高校生演劇『転校生』告知用ビジュアル (告知看板・ポスター等) 札幌教育文化会館
- 2016.4 『親子で楽しむ 笑いの世界「狂言」』 告知チラシ・ポスター 札幌教育文化会館